# Majin Xi
Majin Xi är ett vattendrag i Kina.   Det ligger i provinsen Zhejiang, i den östra delen av landet, omkring 220 kilometer sydväst om provinshuvudstaden Hangzhou.
Genomsnittlig årsnederbörd är 2 636 millimeter. Den regnigaste månaden är juni, med i genomsnitt 506 mm nederbörd, och den torraste är oktober, med 38 mm nederbörd.